# Lawrence Saint-Victor
Lawrence Saint-Victor (ur. 14 czerwca 1982 w hrabstwie Rockland) – amerykański aktor telewizyjny, scenarzysta, producent filmowy i reżyser. 

## Życiorys
Urodził się w hrabstwie Rockland w stanie Nowy Jork. Uczęszczał do Rockland Community College, gdzie grał w koszykówkę, piłkę nożną i ćwiczył sztuki walki. W wieku 17 lat rozpoczął trening siłowy.
Ukończył Konserwatorium Sztuki Teatralnej i Filmowej przy State University of New York at Purchase, gdzie poznał swoją przyszłą żonę Shay Flake, z którą wziął ślub 1 września 2007.
Przygodę filmową rozpoczął od swojego debiutu w 2006 roku, grając żołnierza w telewizyjnym dramacie historycznym Honor odroczony z udziałem Berniego Maca i Samuela L. Jacksona jako narratora. Od kwietnia 2006 r. do września 2009 r. wcielał się w postać Remy'ego Boudreau w operze mydlanej CBS Guiding Light. W 2013 przyjął rolę Cartera Waltona, adwokata rodziny Forresterów i narzeczonego Mayi Avant (granej przez Karlę Mosley) w operze mydlanej CBS Moda na sukces.

## Filmografia

### Filmy fabularne
- 2006: Kitsch jako dostawca
- 2006: Honor odroczony (Honor Deferred) jako Żołnierz
- 2010: Cudzoziemiec (The Forgiven) jako Gabriel
- 2011: Mój ostatni dzień bez Ciebie (My Last Day Without You) jako Dwayne
- 2011: Psa 64 jako Człowiek 64
- 2011: Collar jako Carl
- 2012: Dzień Ojca? (Father's Day?) jako Terrance

### Seriale TV
- 2006-2009: Guiding Light jako Remy Boudreau
- 2007: Prawo i porządek: sekcja specjalna (Law & Order: Special Victims Unit) jako sanitariusz Jackson
- 2009: Brzydula Betty (Ugly Betty) jako James
- 2009: Wed Locked
- 2011: Onion SportsDome jako Alger Fox
- 2012: Na dobre i złe (For Better or Worse) jako Robert
- 2013-: Moda na sukces (The Bold and the Beautiful) jako Carter Walton